# Passo Shibar
Il passo Shibar è situato ad un'altezza di 3.000 m s.l.m. ed è uno dei principali collegamenti tra Kabul e Bamiyan, nell'Afghanistan centrale. Per coprire i 237 chilometri che separano le due città, il tempo impiegato è di circa sei ore e mezza.
La strada tramite il passo Unai e il passo Hajigak è più diretta ma anche più difficile, dovendo infatti raggiungere quota 3.700.